# União das Freguesias de Mogadouro, Valverde, Vale de Porco e Vilar de Rei
Die União das Freguesias de Mogadouro, Valverde, Vale de Porco e Vilar de Rei ist eine portugiesische Gemeinde (Freguesia) im Kreis (Concelho) Mogadouro, Distrikt Bragança, im Nordosten Portugals.

## Geschichte
Die Gemeinde entstand im Zuge der Gebietsreform vom 29. September 2013 durch die Zusammenlegung der ehemaligen Gemeinden Mogadouro, Valverde, Vale de Porco und Vilar de Rei.
Mogadouro wurde Sitz der neuen Verwaltung.

## Demographie

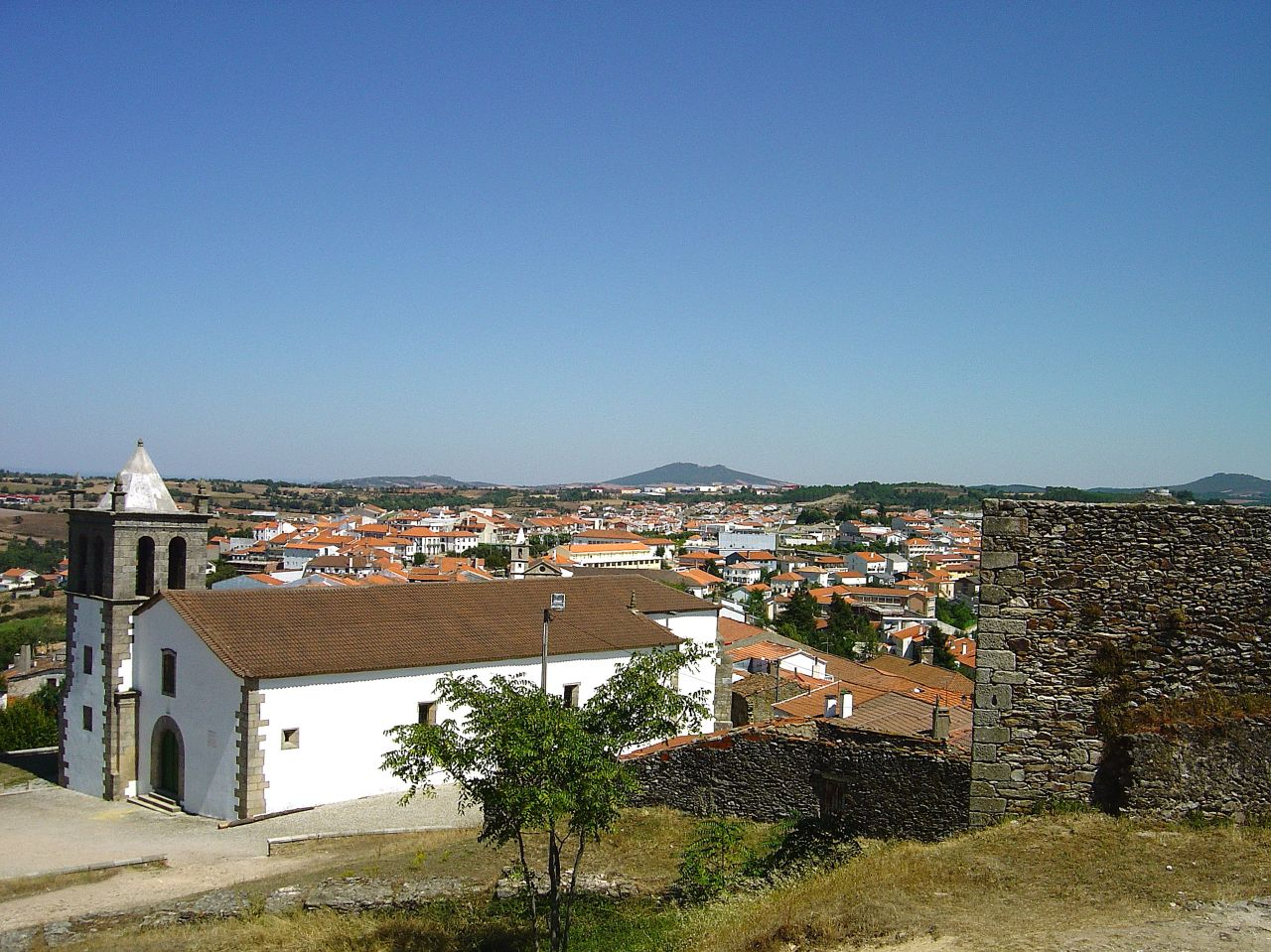
Mogadouro

| Freguesia | Freguesia                                         | Freguesia | Freguesia       | ehemalige Freguesias | ehemalige Freguesias | ehemalige Freguesias | ehemalige Freguesias |
| --------- | ------------------------------------------------- | --------- | --------------- | -------------------- | -------------------- | -------------------- | -------------------- |
| Wappen    | Freguesia                                         | Einwohner | Fläche in (km²) | Wappen               | Freguesia            | Einwohner            | Fläche in (km²)      |
|           | Mogadouro, Valverde, Vale de Porco e Vilar de Rei | 3603      | 103,22          |                      | Mogadouro            | 3572                 | 48,71                |
|           | Mogadouro, Valverde, Vale de Porco e Vilar de Rei | 3603      | 103,22          | Valverde             | 133                  | 24,23                |                      |
|           | Mogadouro, Valverde, Vale de Porco e Vilar de Rei | 3603      | 103,22          | Vale de Porco        | 134                  | 15,88                |                      |
|           | Mogadouro, Valverde, Vale de Porco e Vilar de Rei | 3603      | 103,22          | Vilar de Rei         | 73                   | 14,4                 |                      |